# Fred Gamble
Frederick Kesner „Fred“ Gamble (* 17. März 1932 in Pittsburgh, Pennsylvania; † 30. März 2024 in Honolulu, Hawaii) war ein US-amerikanischer Autorennfahrer.

## Karriere
Fred Gamble hatte im Grunde nie das Ziel ein seriöser Rennfahrer zu werden, aber wie viele junge Rennfans träumte auch er von einem möglichen Start bei einem Formel-1-Grand-Prix. Gamble begann Ende der 1950er-Jahre in den USA mit der Rennfahrerei. Ohne größere Planung fuhr er Sportwagenrennen mit privaten Triumphs und MGs. Die Erfolge blieben zwar vollständig aus, aber bei einem dieser Rennen lernte er Lloyd Casner kennen. Casner betrieb einen eigenen Rennstall, Camoradi Racing. Casner nahm Gamble in sein Team auf und ließ ihn mit einer Chevrolet Corvette Sportwagenrennen fahren. So kam Gamble auch nach Europa und bestritt für das Team 1960 die 24 Stunden von Le Mans.
Camoradi hatte seine europäische Basis in Modena und als im Herbst die Organisatoren des italienischen Grand Prix Probleme hatten ein volles Starterfeld zu bekommen, sprach sich das bis zum amerikanischen Rennteam durch. In Monza bestand man auf eine Streckenführung inklusive der Steilkurven was die britischen Teams zum Boykott bewog. Camoradi meldete kurzerhand einen Porsche 718 den einst Jean Behra modifiziert hatte und der als Behra-Porsche F4 F2 in der Startliste steht. Ins Cockpit setzte man Gamble, der sich somit seinen Bubentraum erfüllen konnte. Im Rennen ging ihm knapp vor Schluss der Treibstoff aus. Gamble stoppte vor der Parabolica, lief zu Fuß an die Boxen, holte sich dort einen Fünf-Liter-Kanister voll mit Benzin, rannte zurück, tankte nach und beendete das Rennen unter dem Jubel des Publikums als Zehnter und Letzter.
Ende 1960 kehrte Gamble in die Vereinigten Staaten zurück. Er hatte seinen Spaß gehabt und beendete bald seine aktive Karriere. Nach zwei Jahren im Management von Carroll Shelbys Cobra-Team wurde er 1963 Renndirektor bei Goodyear und organisierte deren Einstieg in die Formel 1. Nach dem Gewinn der Weltmeisterschaften 1966 und 1967 mit Brabham trat er zurück und übergab die Position an Leo Mehl.
Er starb im März 2024 im Alter von 92 Jahren.

## Statistik

### Statistik in der Formel 1

#### Gesamtübersicht
| Saison | Team                   | Chassis       | Motor          | Rennen | Siege | Zweiter | Dritter | Poles | schn. Rennrunden | Punkte | WM-Pos. |
| ------ | ---------------------- | ------------- | -------------- | ------ | ----- | ------- | ------- | ----- | ---------------- | ------ | ------- |
| 1960   | Camoradi International | Behra-Porsche | Porsche 1.5 F4 | 1      | −     | −       | −       | −     | −                | −      | NC      |
| Gesamt | Gesamt                 | Gesamt        | Gesamt         | 1      | −     | −       | −       | −     | −                | −      |         |

#### Einzelergebnisse
| Saison | 1 | 2 | 3 | 4 | 5 | 6 | 7 | 8  | 9 | 10 |
| ------ | - | - | - | - | - | - | - | -- | - | -- |
| 1960   |   |   |   |   |   |   |   |    |   |    |
|        |   |   |   |   |   |   |   | 10 |   |    |

| Legende  | Legende            | Legende                                                          |
| Farbe    | Abkürzung          | Bedeutung                                                        |
| -------- | ------------------ | ---------------------------------------------------------------- |
| Gold     | –                  | Sieg                                                             |
| Silber   | –                  | 2. Platz                                                         |
| Bronze   | –                  | 3. Platz                                                         |
| Grün     | –                  | Platzierung in den Punkten                                       |
| Blau     | –                  | Klassifiziert außerhalb der Punkteränge                          |
| Violett  | DNF                | Rennen nicht beendet (did not finish)                            |
| Violett  | NC                 | nicht klassifiziert (not classified)                             |
| Rot      | DNQ                | nicht qualifiziert (did not qualify)                             |
| Rot      | DNPQ               | in Vorqualifikation gescheitert (did not pre-qualify)            |
| Schwarz  | DSQ                | disqualifiziert (disqualified)                                   |
| Weiß     | DNS                | nicht am Start (did not start)                                   |
| Weiß     | WD                 | zurückgezogen (withdrawn)                                        |
| Hellblau | PO                 | nur am Training teilgenommen (practiced only)                    |
| Hellblau | TD                 | Freitags-Testfahrer (test driver)                                |
| ohne     | DNP                | nicht am Training teilgenommen (did not practice)                |
| ohne     | INJ                | verletzt oder krank (injured)                                    |
| ohne     | EX                 | ausgeschlossen (excluded)                                        |
| ohne     | DNA                | nicht erschienen (did not arrive)                                |
| ohne     | C                  | Rennen abgesagt (cancelled)                                      |
| ohne     | keine WM-Teilnahme |                                                                  |
| sonstige | P/fett             | Pole-Position                                                    |
| sonstige | 1/2/3/4/5/6/7/8    | Punktplatzierung im Sprint-/Qualifikationsrennen                 |
| sonstige | SR/kursiv          | Schnellste Rennrunde                                             |
| sonstige | *                  | nicht im Ziel, aufgrund der zurückgelegten Distanz aber gewertet |
| sonstige | ()                 | Streichresultate                                                 |
| sonstige | unterstrichen      | Führender in der Gesamtwertung                                   |

### Le-Mans-Ergebnisse
| Jahr | Team            | Fahrzeug           | Teamkollege | Platzierung     | Ausfallgrund |
| ---- | --------------- | ------------------ | ----------- | --------------- | ------------ |
| 1960 | Camoradi Racing | Chevrolet Corvette | Leon Lilley | nicht klassiert |              |

### Sebring-Ergebnisse
| Jahr | Team         | Fahrzeug           | Teamkollege  | Teamkollege    | Platzierung | Ausfallgrund |
| ---- | ------------ | ------------------ | ------------ | -------------- | ----------- | ------------ |
| 1960 | Camoradi USA | Chevrolet Corvette | Jim Jeffords | Bill Wuesthoff | Rang 26     |              |

### Einzelergebnisse in der Sportwagen-Weltmeisterschaft
| Saison | Team            | Rennwagen          | 1   | 2   | 3   | 4   | 5   |
| ------ | --------------- | ------------------ | --- | --- | --- | --- | --- |
| 1960   | Camoradi Racing | Chevrolet Corvette | BUA | SEB | TAR | NÜR | LEM |
| 1960   | Camoradi Racing | Chevrolet Corvette |     | 26  |     | DNF | DNF |